# Agder lagmannsrett

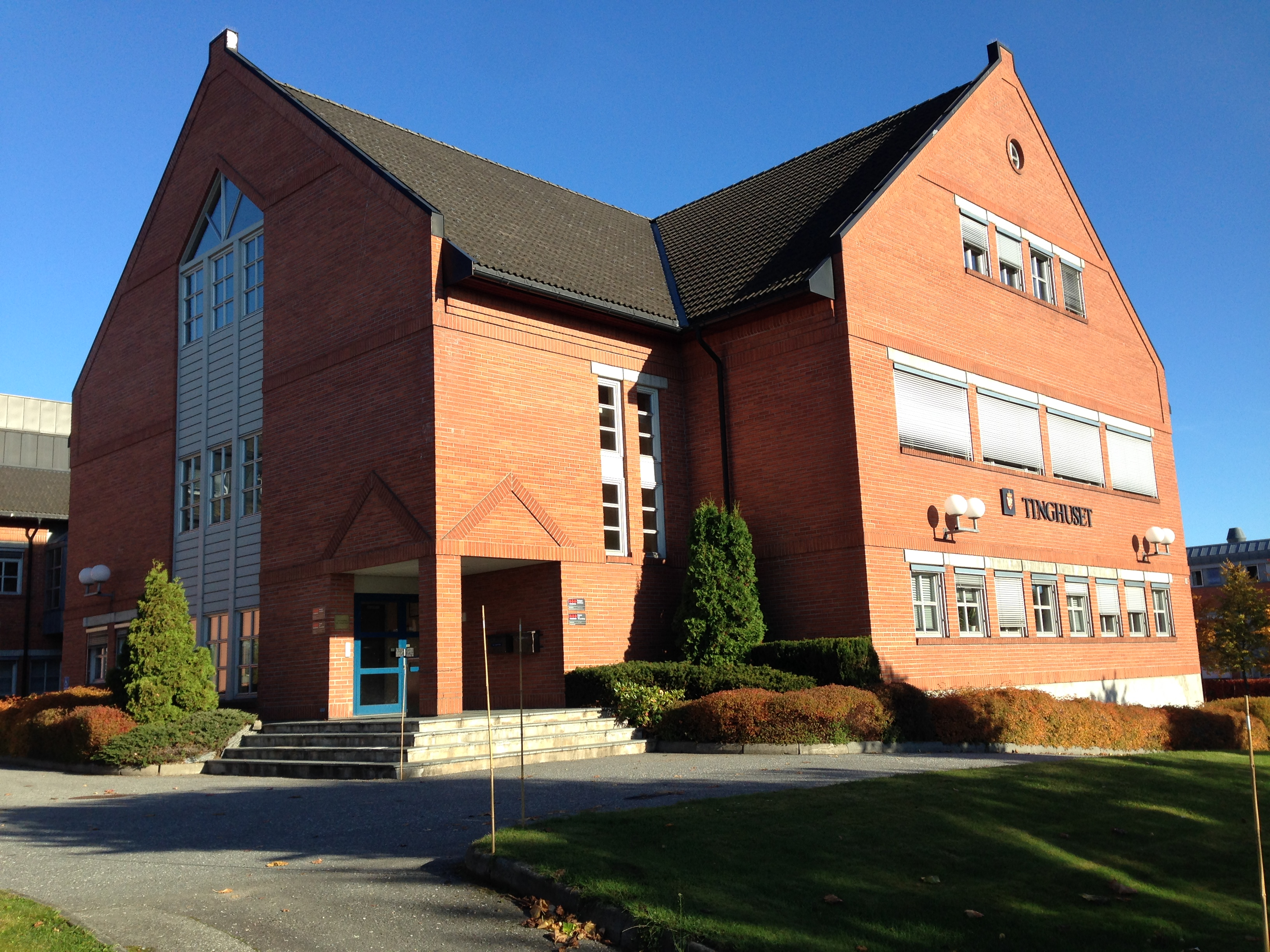
Het gerechtsgebouw in Skien

Agder lagmannsrett is een Noors lagmannsrett met zetel in Skien. Het gerecht, vergelijkbaar met een Hof van beroep in België of een gerechtshof in Nederland, is bevoegd voor beroepszaken in zowel straf- als civiele zaken tegen uitspraken van de 7 tingretter in het ressort. Het ressort omvat de fylke Vestfold og Telemark en Agder, met uitzondering van de gemeente Sirdal die onder Gulating lagmannsrett valt.

## Indeling in tingretter
| 1. Vestfold tingrett in Horten, Larvik, Sandefjord en Tønsberg 2. Aust-Telemark tingrett in Notodden 3. Nedre Telemark tingrett in Skien 4. Vest-Telemark tingrett in Kviteseid | 1. Aust-Agder tingrett in Arendal 2. Lister tingrett in Farsund 3. Kristiansand tingrett in Kristiansand |